# Wild Horses
"Wild Horses" é uma canção da banda de rock inglesa The Rolling Stones, lançada em seu álbum Sticky Fingers, de 1971. De autoria de Mick Jagger e Keith Richards, a canção foi classificada na 334ª posição da lista das 500 melhores canções de todos os tempos da Revista Rolling Stone, feita em 2004.

## Inspiração e gravação
No encarte da coletânea da banda de 1993, Jump Back: The Best of The Rolling Stones, Jagger declarou: "Todos sempre dizem que esta [canção] foi composta a respeito da Marianne, mas eu não acho que foi; aquilo já tinha terminado há muito naquela altura. Mas eu estava definitivamente muito presente nesta peça, emocionalmente." O guitarrista Keith Richards foi responsável pela melodia, e também teria criado a frase "Wild Horses".
Gravada originalmente durante um período de três dias no Muscle Shoals Sound Studio, no Alabama, de 2 a 4 de dezembro de 1969, a canção só foi lançada um ano mais tarde devido a complicações legais com a antiga gravadora do grupo. Juntamente com "Brown Sugar", é uma das duas canções do álbum Sticky Fingers cujos direitos autorais eram de propriedade de Allen Klein, juntamente com os Stones. A canção conta com Jim Dickinson, no piano, Keith Richards na guitarra, e Richards e Jagger em violões. Richards usa a afinação Nashville, na qual as cordas EADG do violão são substituídas por cordas afinadas uma oitava acima.

## Lançamento e legado
Antes de seu lançamento em Sticky Fingers, Gram Parsons convenceu Jagger e Richards a permitir que ele gravasse "Wild Horses" com sua banda, The Flying Burrito Brothers. Embora os Rolling Stones já tivessem gravado a faixa, a versão dos Burrito Brothers acabou sendo a primeira a ser lançada de fato, aparecendo em seu segundo álbum, Burrito Deluxe, em abril de 1970 - um ano antes de Sticky Fingers.
Lançada como o segundo single americano do álbum em junho de 1971, "Wild Horses" chegou à 28ª posição na parada Billboard Hot 100 da revista americana Billboard. Embora seja popular nos shows da banda, a canção só foi lançada em um álbum ao vivo, o acústico de 1995 Stripped. Esta versão foi lançada como single em 1996.
A canção confirmou-se como uma cover popular com diversos outros artistas, e foi gravada por intérpretes tão distintos quanto os The Flying Burrito Brothers, Garbage, The Sundays, The Cranberries, Elvis Costello, Neil Young, Old and in the Way, Leon Russell, Guns N' Roses, Johnny Goudie, Sarah McLachlan, Bush, Labelle, The Lovemongers e Chris Cornell, Robin Williamson, Jewel, Dave Matthews, Charlotte Martin, Chantal Kreviazuk, Molly Hatchet, Alicia Keys e Adam Levine, Tre Lux, Iron & Wine, Stone Sour, Honeytribe, Sheryl Crow, Deacon Blue, Elisa, Melanie Safka,  John Barrowman, Elizabeth Gillies e Susan Boyle.
A canção também fez parte da trilha sonora do filme Fear, de 1996, e de um episódio da série Buffy a Caça Vampiros ("O Baile de Formatura" (The Prom), 20° Episódio da 3° Temporada). Em 2007, o Carolina Crown Drum and Bugle Corps utilizou a canção para seu programa de campo, "Triple Crown", e Dave Matthews fez um dueto ao vivo dela com os próprios Rolling Stones. A canção foi utilizada no filme Camp. Em 2014, a música foi utilizada no último episódio da primeira temporada do seriado norte-americano BoJack Horseman. Em 2018, fez parte da trilha sonora do filme Todo Dinheiro do Mundo (All The Money In The World).

## Posição nas paradas musicais
| Parada (1971)                      | Melhor posição |
| ---------------------------------- | -------------- |
| Canadá (RPM Top Singles)           | 11             |
| Estados Unidos (Billboard Hot 100) | 28             |
| Parada (1996)                      | Melhor posição |
| Canadá (RPM Top Singles)           | 59             |
| Suécia (Sverigetopplistan)         | 53             |